# 키스 쿠건

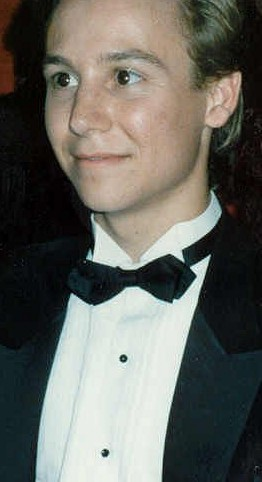

키스 쿠건(Keith Coogan, 1970년 1월 13일 ~ )은 미국의 배우, 텔레비전 배우, 성우이다.
팜스프링스에서 태어났다.

## 영화
- 라임라이트 (2017년)
- 뷰티풀 가든 (2014년)
- 소울키퍼 (2001년)
- 아이보리 타워 (1998년) - 러스 역
- 트레인 테러 (1998년)
- 어 리즌 투 빌리브 (1995년) - 포토 역
- 라이프 101 (1995년)
- 파워 위딘 (1995년)
- 다운힐 윌리 (1995년)
- 돈 텔 맘 (1991년)
- 캠퍼스 군단 (1991년)
- 사랑의 책 (1990년)
- 치타 (1989년)
- 위조 인생 (1989년)
- 밀애 (1989년)
- 하이딩 아웃 (1987년)
- 야행 (1987년)
- 토드와 코퍼 (1981년)
- 꿈꾸는 낙원 (1978년)
- 기동순찰대 (1977년)
- 월튼네 사람들 (1972년)